# U.S. Route 97
U.S. Route 97 (ou U.S. Highway 97) é uma autoestrada dos Estados Unidos.
Faz a ligação do Sul para o Norte. A U.S. Route 97 foi construída em 1927 e tem 663 milhas (1 067 km).

## Principais ligações
US 20 em Bend

 Interstate 84 em Biggs Junction

 Interstate 82/Interstate 90 perto de Yakima